# Олімпін
Олімпін (пол. Olimpin) — село в Польщі, у гміні Нова-Весь-Велька Бидґозького повіту Куявсько-Поморського воєводства.
Населення — 598 осіб (2011).
У 1975-1998 роках село належало до Бидгощського воєводства.

## Демографія
Демографічна структура станом на 31 березня 2011 року:
|          | Загалом | Допрацездатний вік | Працездатний вік | Постпрацездатний вік |
| -------- | ------- | ------------------ | ---------------- | -------------------- |
| Чоловіки | 294     | 80                 | 201              | 13                   |
| Жінки    | 304     | 89                 | 174              | 41                   |
| Разом    | 598     | 169                | 375              | 54                   |